# 僕は君
『僕は君』（ぼくはきみ）は宝塚歌劇団のミュージカル作品。

## 解説
※『宝塚歌劇100年史（舞台編）』の初演 を参考にした。
遊ぶことしか考えていない富裕層のボブ。そんな彼に伯母は、南の島に行くように告げる。ボブは親友のパッドを誘う。二人は旅を面白くしようと、お互いに身分や名前を取り替えた（ボブはパッド、パッドはボブになる）ことで、騒動が起こるコメディ作品。

## 上演記録
1962年・月組
5月1日 - 5月31日（新人公演：5月25日）　宝塚大劇場公演
形式名は「コメディ・ミュージカル」。20場。
併演作品は『連獅子』。
1963年・月組
1月1日 - 1月28日　東京宝塚劇場公演
併演作品は『清姫』。
1970年・星組（宝塚大劇場公演）
8月1日 - 8月31日（新人公演：8月15日の午前の部）　
形式名は「コメディ・ミュージカル」。16場。
鳳蘭・安奈淳・大原ますみのトップお披露目公演。
併演作品は『ザ・ビッグ・ワン』。
1970年・星組（新宿コマ劇場公演）
9月30日 - 10月28日
併演作品は『ザ・ビッグ・ワン』。
特別出演：上月晃

## スタッフ（宝塚大劇場公演）

### 1962年
- 演出[9]：白井鐵造
- 音楽[9]：寺田瀧雄、河崎恒夫、吉崎憲治、南安雄、中川晶
- 音楽指揮[9]：橋本和明
- 振付[9]：山田卓、喜多弘、山下康雄、内田喜隆
- 装置[9]：石浜日出雄
- 衣装[9]：小西松茂
- 照明[10]：今井直次
- 小道具[10]：生島道正
- 演出補[10]：小原弘稔
- 演出助手[10]：阿古健

### 1970年
- 作・演出[6]：白井鐵造
- 作曲・編曲[6]：寺田瀧雄、河崎恒夫、吉崎憲治、南安雄
- 音楽指揮[6]：橋本和明
- 振付[6]：山田卓
- 装置[6]：石浜日出雄
- 衣装[6]：任田幾英
- 照明[6]：棚橋守
- 小道具[6]：生島道正、万波一重
- 効果[6]：坂上勲
- 音響監督[6]：松永浩志
- 演出補[6]：柴田侑宏
- 演出助手[6]：太田哲則
- 制作[6]：大谷真一

## 主な出演者

### 1962年（宝塚大劇場公演）
本公演（配役も含む）
- パット：藤里美保[2]
- ボブ：内重のぼる[2]
- ヴィヴィアーヌ：八汐路まり[2]
- マリグーサ：八雲楊子[2]

新人公演（配役も含む）
- パット：上月晃[2]
- ボブ：牧美紗緒[2]
- ヴィヴィアーヌ：宮悠喜子[2]
- マリグーサ：九条和子[2]

### 1970年（宝塚大劇場公演）
本公演（配役も含む）
- マリグーサ：初風諄[5]
- ヴィヴィアーヌ：大原ますみ[5]
- ボブ：鳳蘭[5]
- パット：安奈淳[5]
- オノリーヌ夫人：美吉左久子[11]
- 総督：冨士野高嶺[6]
- ペドロ：沖ゆき子[6]
- ブッツ：深山しのぶ[6]
- ヘデリア：水代玉藻[6]
- 歌手：如月美和子[6]
- アンシャール：景千舟[6]
- パヌーズ：松あきら[6]

新人公演（一部、配役も含む）
- ボブ：景千舟[12]
- パット：松あきら[12]
- マリグーサ：衣通月子[12]
- ヴィヴィアーヌ：沢かをり[12]
- 月路まや[6]
- 椿友里[6]